# Abraham Hartwich
Abraham Hartwich (* 28. Januar 1663 in Königsberg i. Pr.; † 1720 in Bahrenhof bei Bärwalde in Westpreußen) war ein deutscher evangelischer Theologe, Pädagoge, Landeshistoriker und Sachbuchautor.

## Leben
Hartwichs Eltern waren Benjamin Hartwich, Bortenwirker-Meister († 1695), und Maria Balck († 1675). Er war das jüngste von neun Kindern des Ehepaars. Er studierte seit April 1681 an der Universität Königsberg Theologie. Hartwich war seit 1693 als Lehrer an der Löbenichtschen Lateinschule im Königsberger Stadtteil Löbenicht tätig, davon das letzte Jahr als Konrektor. 1698 wurde er Pfarrer in Lindenau (an der Nogat, südwestlich von Elbing, im   Großen Marienburger Werder) in Westpreußen. 1712 siedelte er nach Bahrenhof (auch bekannt unter den Namen Barenhof und Baarenhof) bei Bärwalde, Kreis Marienburg, um, wo er die Pfarrstelle übernahm und wo er auch starb. Seine detaillierte Beschreibung der drei preußischen Werder, die im Gelehrten Preußen, 1. Teil, S. 54 ff., publiziert wurde, kam  1722 nach seinem Tod heraus. Das viel benutzte und referenzierte Werk umfasst 548 Seiten.

## Werke

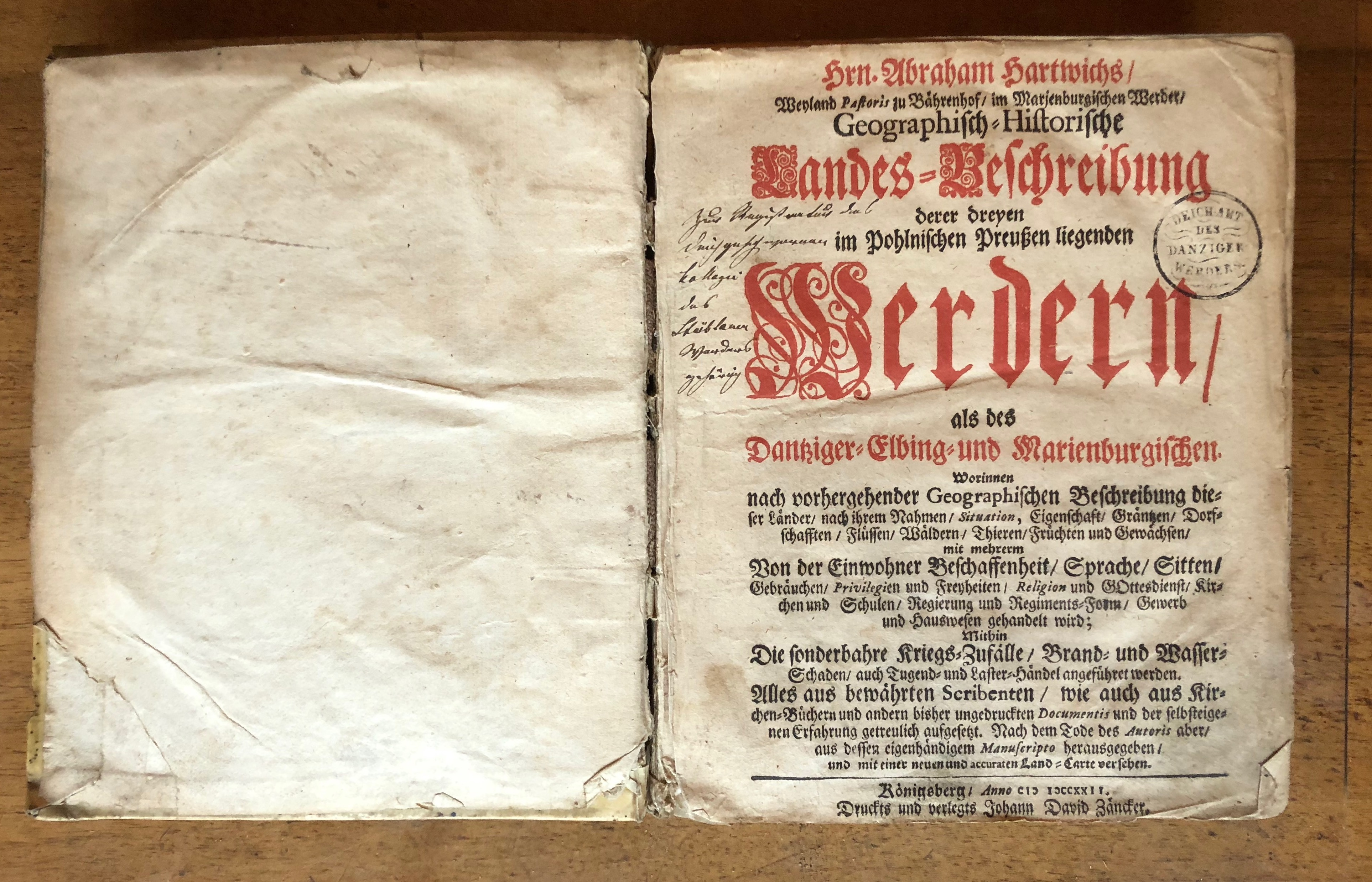
Geographisch-Historische Landes-Beschreibung deren dreyen im Pohlnischen Preußen liegenden Werdern, als das Dantziger- Elbing- und Marienburgischen. 1722

- Geographisch-Historische Landes-Beschreibung deren dreyen im Pohlnischen Preußen liegenden Werdern, als das Dantziger- Elbing- und Marienburgischen.  Worinnen nach vorhergehender Geographischen Beschreibung dieser Länder nach ihrem Nahmen, Situation, Eigenschafft, Gräntzen, Dorfschafften, Flüssen, Wäldern Thieren, Früchten und Gewächsen, mit mehrerm von der Einwohner Beschaffenheit, Sprache, Sitten, Gebräuche, Privilegien und Freyheiten, Religion und Gottesdienst, Kirche und Schulen, Regierung und Regiments-Form, Gewerb und Hauswesen gehandelt wird. Mithin die sonderbahre Kriegs-Zufälle, Brand- und Wasserschaden auch Tugend- und Laster-Händel angeführet werden. Königsberg 1723 (Volltext).